# Vit slidskivling
Vit slidskivling (Volvariella gloiocephala) är en svampart som först beskrevs av Augustin Pyrame de Candolle, och fick sitt nu gällande namn av Boekhout & Enderle 1986. Vit slidskivling ingår i släktet Volvariella och familjen Pluteaceae. Arten är reproducerande i Sverige. Inga underarter finns listade i Catalogue of Life.